# Черноголовый поползень
Черноголовый поползень, или рыжегрудый поползень (лат. Sitta krueperi) — небольшая птица из семейства поползневых. Видовое название дано в память о немецком натуралисте Теодоре Йоханнесе Крюпере.

## Описание
Черноголовый поползень длиной 11,5—12,5 см. У него относительно маленькая голова и короткий клюв. Оперение верхней части тела голубовато-серое. Грязно-белая нижняя сторона контрастирует с рыжим пятном на груди. На голове имеется белая «бровь» и чёрная макушка, которая больше у самца чем у самки. Пение состоит из ряда резких, носовых звуков, которые напоминают сигнал велосипеда или детскую трубу.

## Распространение
Оседлая птица. Живёт на Кавказе, в Турции и на острове Лесбос в лесах на различной высоте. Холодное время года птица проводит в низко расположенных лесах или в низменностях Черноморского региона.

## Размножение
Начиная с конца апреля черноголовый поползень высиживает от 5 до 6 яиц в дупле дерева.